# Ommatius hradskyi
Ommatius hradskyi är en tvåvingeart som beskrevs av Joseph och Parui 1983. Ommatius hradskyi ingår i släktet Ommatius och familjen rovflugor. Inga underarter finns listade i Catalogue of Life.